# Allium fasciculatum
Allium fasciculatum är en amaryllisväxtart som beskrevs av Alfred Barton Rendle. Allium fasciculatum ingår i släktet lökar, och familjen amaryllisväxter. Inga underarter finns listade i Catalogue of Life.